# Mậu Hi Ung
Mậu Hi Ung (tiếng Trung: 繆希雍; bính âm: Miào Xīyōng; 1546–1627), tự Trọng Thuần (tiếng Trung: 仲醇; bính âm: Zhòngchún), là một thầy thuốc Trung Quốc hoạt động trong thời nhà Minh. Ông được biết đến là một thầy thuốc tự học, nhiều toa thuốc của ông đã được thu thập trong một bản tóm tắt. Mậu Hi Ung cũng là tác giả của một bài bình luận về Thần Nông bản thảo kinh.

## Sự nghiệp
Sinh ra trong một gia đình giàu có ở Thường Thục, Mậu không dự kỳ thi khoa cử và bắt đầu tự học y từ năm 17 tuổi. Trái ngược với các thầy thuốc khác thường hành nghề trong hiệu thuốc và tự bốc thuốc, Mậu là thầy thuốc rong ruổi khắp nơi không mang theo bất kỳ loại thuốc nào bên mình. Ông không quản ngại cưỡi ngựa đi đến những vùng xa xôi. Hầu hết bệnh nhân của ông thuộc giai cấp thượng lưu và dễ dàng tiếp cận những nguyên liệu xa xỉ mà ông kê đơn bằng tay. Một trong những bệnh nhân của ông đã phải chịu đựng một chế độ chữa trị đau bụng kéo dài một năm, tức tổng số sáu trăm liều thuốc, trước khi bệnh nhân được chữa khỏi.
Mậu Hi Ung được biết khi dùng "thuốc lạnh và nguội", như thạch cao mà ông dùng để chữa sốt cho một phụ nữ mang thai. Dù vậy, đôi lúc ông cũng kê đơn các loại thuốc có "tính ấm tự nhiên". Ví dụ, ông yêu cầu một bệnh nhân ăn lượng lớn nhân sâm để giảm bớt chứng ợ hơi.
Mậu Hi Ung dành phần lớn những năm cuối đời tại Kim Đàn, nơi ông ở lại hành nghề với vai trò nhà trí thức và thầy thuốc. Tuy nhiên, sau khi nhiều đồng môn của ông bị hoạn quan Ngụy Trung Hiền bức hại hoặc thanh trừng do tranh chấp về chính sách cai trị, Mậu trở về cố hương. Chuyên luận của ông về Thần Nông bản thảo kinh, có tựa đề Thần Nông bản thảo kinh sơ (神农本草经疏), được xuất bản năm 1625 với sự giúp đỡ từ người họ hàng tên Mao Phượng Bảo (1599–1659). Mậu trở lại Kim Đàn và qua đời vào năm 1627.

## Tác phẩm
Năm 1611, Đinh Nguyên Tiến (1560–1625), một cựu quan lại và bằng hữu ba mươi năm của Mậu Hi Ung, ban đầu biên soạn một bộ sưu tập "phương pháp y học công hiệu" mà Mậu đã kê toa. Trong số các toa thuốc được bàn luận trong Tiên tỉnh trai bút ký (先醒斋笔记) có một phương thuốc sắc chứa nước tiểu của một bé trai pha trộn nhiều loại thảo mộc khác nhau mà Mậu từng dùng để chữa cho Đinh Nguyên Tiến vào năm 1615, khi ông bị một cơn đột quỵ nhẹ.
Một ấn bản sửa đổi, có tựa đề Tiên tỉnh trai quảng bút ký (先醒斋广笔记), đề tên Mậu Hi Ung là tác giả chính và có bài bình luận của ông cùng với những ghi chép gốc của Đinh Nguyên Tiến. Nó được xuất bản lần đầu vào năm 1622, đáp ứng nhu cầu lớn đối với Tiên tỉnh trai bút ký trước đó đã hết hàng trong năm 1621. Một phiên bản sửa đổi khác của văn bản (phiên bản duy nhất còn tồn tại đến ngày nay) được xuất bản bởi một trong những đồ đệ của ông là Lý Chi vào năm 1642.

## Diện mạo
Mậu Hi Ung có diện mạo là một "thân sĩ lập dị" cùng "ánh mắt khí chất và ria mép nhô ra". Còn theo nhà sử học Tiềm Khiêm Ích nhận xét:
Ông ấy hình dung sâu xa và say mê quan sát, như đang tọa thiền; lúc này ông nhắm mắt và rơi vào trạng thái thôi miên, sau đó ông ấy đứng lên bằng sức lực, vuốt râu và cuốn vạt áo, tiếp tục soạn toa thuốc và kê một vài loại thuốc. Ông ấy nắm quyền ra lệnh và giám sát tất cả, ý tưởng xuất phát từ những ngón tay của ông ta.

### Trích dẫn
1. 1 2  Bian 2017, tr. 108.
2. ↑  Bian 2020, tr. 83.
3. ↑  Bian 2017, tr. 116.
4. 1 2  Bian 2017, tr. 113.
5. ↑  Bian 2017, tr. 114.
6. 1 2  Bian 2017, tr. 117.
7. ↑  Bian 2020, tr. 86–87.
8. ↑  Bian 2020, tr. 87.
9. ↑  Bian 2017, tr. 121.
10. ↑  Bian 2017, tr. 104.
11. ↑  Bian 2017, tr. 105.
12. 1 2  Bian 2017, tr. 109.
13. 1 2  Bian 2020, tr. 84.